# Elezioni comunali in Calabria del 2018
Il 10 giugno 2018  in Calabria si sono tenute le elezioni per il rinnovo di 49 consigli comunali, in contemporanea con il turno elettorale di amministrative nelle altre regioni italiane.

## Provincia di Catanzaro

### Cardinale
| Candidati | Candidati        | Partito               | Voti  | %      | Seggi |
| --------- | ---------------- | --------------------- | ----- | ------ | ----- |
|           | Danilo Staglianò | Io Partecipo          | 875   | 60,84  | 7     |
|           | Giuseppe Marra   | Insieme per Cardinale | 563   | 39,15  | 3     |
| Totale    | Totale           |                       | 1.438 | 100.00 | 10    |

### Curinga
| Candidati | Candidati        | Partito          | Voti  | %      | Seggi |
| --------- | ---------------- | ---------------- | ----- | ------ | ----- |
|           | Vincenzo Serrao  | Insieme Possiamo | 2.363 | 56,83  | 8     |
|           | Tommaso Lo Russo | Verso il Futuro  | 1.795 | 43,16  | 4     |
| Totale    | Totale           |                  | 4.158 | 100.00 | 12    |

### Decollatura
| Candidati | Candidati         | Partito               | Voti  | %      | Seggi |
| --------- | ----------------- | --------------------- | ----- | ------ | ----- |
|           | Angela Brigante   | Decollatura Rinasci   | 857   | 43,92  | 8     |
|           | Luigi De Grazia   | Lista Unica           | 492   | 25,21  | 2     |
|           | Giuseppe Musolino | più Decollatura       | 440   | 22,55  | 2     |
|           | Mario Tomaino     | Decollatura nel Cuore | 162   | 8,30   | -     |
| Totale    | Totale            |                       | 1.951 | 100.00 | 12    |

### Gasperina
| Candidati | Candidati         | Partito                | Voti  | %      | Seggi |
| --------- | ----------------- | ---------------------- | ----- | ------ | ----- |
|           | Gregorio Gallello | Insieme per Gasperina  | 920   | 64,11  | 7     |
|           | Domenico Lomanni  | Alleanza per Gasperina | 515   | 35,88  | 3     |
| Totale    | Totale            |                        | 1.435 | 100.00 | 10    |

### Guardavalle
| Candidati | Candidati       | Partito                          | Voti  | %      | Seggi |
| --------- | --------------- | -------------------------------- | ----- | ------ | ----- |
|           | Giuseppe Ussia  | Trasparenza Partecipazione       | 1.544 | 55,63  | 8     |
|           | Antonio Tedesco | Civiltà Politica per Guardavalle | 1.231 | 44,36  | 4     |
| Totale    | Totale          |                                  | 2.775 | 100.00 | 12    |

### Magisano
| Candidati | Candidati        | Partito            | Voti | %      | Seggi |
| --------- | ---------------- | ------------------ | ---- | ------ | ----- |
|           | Fiore Tozzo      | un Paese nel Cuore | 449  | 51,02  | 7     |
|           | Antonio Lostumbo | per Magisano       | 431  | 48,97  | 3     |
| Totale    | Totale           |                    | 880  | 100.00 | 10    |

### Montauro
| Candidati | Candidati         | Partito                        | Voti  | %      | Seggi |
| --------- | ----------------- | ------------------------------ | ----- | ------ | ----- |
|           | Roberto Franco    | Progetto Montauro              | 588   | 50,17  | 7     |
|           | Giuseppe Schipani | Lavoriamo Insieme per Montauro | 584   | 49,82  | 3     |
| Totale    | Totale            |                                | 1.172 | 100.00 | 10    |

### Nocera Terinese
| Candidati | Candidati            | Partito                 | Voti  | %      | Seggi |
| --------- | -------------------- | ----------------------- | ----- | ------ | ----- |
|           | Massimo Pandolfo     | Unità Popolare Nocerese | 1.387 | 43,61  | 8     |
|           | Fernanda Gigliotti   | il Paese che Vogliamo   | 956   | 30,06  | 2     |
|           | Gaspare "Rino" Rocca | Siamo Nocera            | 837   | 26,32  | 2     |
| Totale    | Totale               |                         | 3.180 | 100.00 | 12    |

### San Mango d'Aquino
| Candidati | Candidati      | Partito                | Voti | %      | Seggi |
| --------- | -------------- | ---------------------- | ---- | ------ | ----- |
|           | Luca Marrelli  | Volare Verso il Futuro | 931  | 98,00  | 7     |
|           | Serafino Gallo | Legalità e Sicurezza   | 19   | 2,00   | 3     |
| Totale    | Totale         |                        | 950  | 100.00 | 12    |

### Santa Caterina dello Ionio
| Candidati | Candidati          | Partito     | Voti  | %      | Seggi |
| --------- | ------------------ | ----------- | ----- | ------ | ----- |
|           | Francesco Severino | il Faro     | 627   | 45,73  | 7     |
|           | Raffaele Pilato    | Cambiamo    | 505   | 36,83  | 2     |
|           | Stella Criniti     | Apertamente | 239   | 17,43  | 1     |
| Totale    | Totale             |             | 1.371 | 100.00 | 10    |

### Satriano
| Candidati | Candidati              | Partito              | Voti  | %      | Seggi |
| --------- | ---------------------- | -------------------- | ----- | ------ | ----- |
|           | Teodoro Aldo Battaglia | Alba per Satriano    | 1.239 | 59,68  | 8     |
|           | Alessandro Catalano    | Nuovamente #satriamo | 829   | 39,93  | 4     |
|           | Michele Loiero         | Salva Satriano       | 0     | 0,00   | -     |
| Totale    | Totale                 |                      | 2.076 | 100.00 | 12    |

### Stalettì
| Candidati | Candidati          | Partito             | Voti  | %      | Seggi |
| --------- | ------------------ | ------------------- | ----- | ------ | ----- |
|           | Alfonso Mercurio   | Liberamente         | 600   | 36,51  | 7     |
|           | Concetta Stanizzi  | per Stalettì        | 595   | 36,21  | 2     |
|           | Pantaleone Narciso | Ripartiamo Stalettì | 448   | 27,26  | 1     |
| Totale    | Totale             |                     | 1.643 | 100.00 | 10    |

## Provincia di Cosenza

### Bonifati
| Candidati | Candidati              | Partito             | Voti  | %      | Seggi |
| --------- | ---------------------- | ------------------- | ----- | ------ | ----- |
|           | Francesco Grosso       | Bonifati Insieme    | 1.089 | 57,49  | 7     |
|           | Antonio Giovanni Mollo | Avanti per il Paese | 805   | 42,50  | 3     |
| Totale    | Totale                 |                     | 1.894 | 100.00 | 10    |

### Canna
| Candidati | Candidati        | Partito               | Voti | %      | Seggi |
| --------- | ---------------- | --------------------- | ---- | ------ | ----- |
|           | Paolo Stigliano  | Viva Canna Canna Viva | 279  | 52,84  | 7     |
|           | Giorgio Grizzuti | la Piazza             | 249  | 47,15  | 3     |
| Totale    | Totale           |                       | 528  | 100.00 | 10    |

### Cariati
| Candidati | Candidati       | Partito       | Voti  | %      | Seggi |
| --------- | --------------- | ------------- | ----- | ------ | ----- |
|           | Filomena Greco  | l'Alternativa | 2.727 | 57,07  | 8     |
|           | Leonardo Trento | Cariati Unita | 2.051 | 42,92  | 4     |
| Totale    | Totale          |               | 4.778 | 100.00 | 12    |

### Casali del Manco
Comune istituito nel 2017.
| Candidati | Candidati           | Partito            | Voti  | %      | Seggi |
| --------- | ------------------- | ------------------ | ----- | ------ | ----- |
|           | Stanislao Martire   | Futuro in Comune   | 2.909 | 44,98  | 11    |
|           | Salvatore Iazzolino | Voci in Cammino    | 2.879 | 44,52  | 4     |
|           | Giuseppe Curcio     | Movimento 5 Stelle | 678   | 10,48  | 1     |
| Totale    | Totale              |                    | 6.466 | 100.00 | 16    |

### Castrolibero
| Candidati | Candidati          | Partito            | Voti  | %      | Seggi |
| --------- | ------------------ | ------------------ | ----- | ------ | ----- |
|           | Giovanni Greco     | Rinascita Civica   | 3.860 | 68,27  | 8     |
|           | Francesco Calvelli | Progetto Comune    | 1.347 | 23,82  | 3     |
|           | Michaela Anselmo   | Movimento 5 Stelle | 447   | 7,90   | 1     |
| Totale    | Totale             |                    | 5.654 | 100.00 | 12    |

### Dipignano
| Candidati | Candidati          | Partito                  | Voti  | %      | Seggi |
| --------- | ------------------ | ------------------------ | ----- | ------ | ----- |
|           | Giuseppe Nicoletti | Dipignano Prima di Tutto | 1.207 | 42,98  | 8     |
|           | Gianni Perri       | di.Te.La.                | 817   | 29,09  | 2     |
|           | Gianpaolo Nardi    | Progettiamo il Futuro    | 784   | 27,92  | 2     |
| Totale    | Totale             |                          | 2.808 | 100.00 | 12    |

### Maierà
| Candidati | Candidati            | Partito             | Voti | %      | Seggi |
| --------- | -------------------- | ------------------- | ---- | ------ | ----- |
|           | Giacomo De Marco     | Unione e Continuità | 565  | 70,53  | 7     |
|           | Antonietta Maulicino | un Comune per Tutti | 236  | 29,46  | 3     |
| Totale    | Totale               |                     | 801  | 100.00 | 10    |

### Malito
| Candidati | Candidati               | Partito        | Voti | %      | Seggi |
| --------- | ----------------------- | -------------- | ---- | ------ | ----- |
|           | Francesco Mario De Rosa | Malito 4.0     | 384  | 66,89  | 7     |
|           | Marco Bombini           | Giovani Liberi | 190  | 33,10  | 3     |
|           | Federica Rizzuto        | la Torre       | 0    | 0,00   | -     |
| Totale    | Totale                  |                | 574  | 100.00 | 10    |

### Mandatoriccio
| Candidati | Candidati        | Partito        | Voti  | %      | Seggi |
| --------- | ---------------- | -------------- | ----- | ------ | ----- |
|           | Dario Cornicello | Legaità        | 988   | 64,11  | 7     |
|           | Gaetano Donnici  | Voce al Popolo | 553   | 35,88  | 3     |
| Totale    | Totale           |                | 1.541 | 100.00 | 10    |

### Marano Marchesato
| Candidati | Candidati         | Partito         | Voti  | %      | Seggi |
| --------- | ----------------- | --------------- | ----- | ------ | ----- |
|           | Eduardo Vivacqua  | Insieme 2.0     | 1.265 | 55,65  | 8     |
|           | Serafino Conforti | Voltiamo Pagina | 1.008 | 44,34  | 4     |
| Totale    | Totale            |                 | 2.273 | 100.00 | 12    |

### Paterno Calabro
| Candidati | Candidati               | Partito           | Voti  | %      | Seggi |
| --------- | ----------------------- | ----------------- | ----- | ------ | ----- |
|           | Lucia Papaianni         | Paterno al Centro | 532   | 52,05  | 7     |
|           | Carmelino Franco Caputo | Uniti per Paterno | 490   | 47,94  | 3     |
| Totale    | Totale                  |                   | 1.022 | 100.00 | 10    |

### Piane Crati
| Candidati | Candidati         | Partito             | Voti | %      | Seggi |
| --------- | ----------------- | ------------------- | ---- | ------ | ----- |
|           | Michele Ambroggio | Tradizione e Futuro | 502  | 50,75  | 7     |
|           | Marcello Mazza    | Cambiamenti         | 487  | 49,24  | 3     |
| Totale    | Totale            |                     | 989  | 100.00 | 10    |

### San Lucido
| Candidati | Candidati       | Partito              | Voti  | %      |
| --------- | --------------- | -------------------- | ----- | ------ |
|           | Leverino Bruno  | Cambiare si può      | 1.313 | 34,27  |
|           | Francesco Sgroi | è Ora San Lucido     | 1.178 | 30,74  |
|           | Antonio Staffa  | San Lucido in Comune | 944   | 24,64  |
|           | Roberto Pizzuti | Viviamo San Lucido   | 396   | 10,33  |
| Totale    | Totale          |                      | 3.831 | 100.00 |

### San Martino di Finita
| Candidati | Candidati          | Partito             | Voti | %      | Seggi |
| --------- | ------------------ | ------------------- | ---- | ------ | ----- |
|           | Paolo Calabrese    | Uniti per un Futuro | 431  | 61,04  | 7     |
|           | Salvatore De Marco | Rinascimento Sia    | 275  | 38,95  | 3     |
| Totale    | Totale             |                     | 706  | 100.00 | 10    |

### Serra d'Aiello
| Candidati | Candidati         | Partito          | Voti | %      | Seggi |
| --------- | ----------------- | ---------------- | ---- | ------ | ----- |
|           | Giovanna Caruso   | la Svolta 1.2    | 190  | 50,13  | 7     |
|           | Antonio Cuglietta | Sosteniamo Serra | 189  | 49,86  | 3     |
| Totale    | Totale            |                  | 379  | 100.00 | 10    |

### Terravecchia
| Candidati | Candidati        | Partito      | Voti | %      | Seggi |
| --------- | ---------------- | ------------ | ---- | ------ | ----- |
|           | Mauro Santoro    | Progressisti | 307  | 85,04  | 7     |
|           | Andrea Paparella | Campana      | 54   | 14,95  | 3     |
| Totale    | Totale           |              | 361  | 100.00 | 10    |

## Provincia di Crotone

### Cerenzia
| Candidati | Candidati         | Partito            | Voti | %      | Seggi |
| --------- | ----------------- | ------------------ | ---- | ------ | ----- |
|           | Giovanni Frontera | Cerenzia nel Cuore | 447  | 60,73  | 7     |
|           | Alberto Caligiuri | ...Si può...       | 289  | 39,26  | 3     |
| Totale    | Totale            |                    | 736  | 100.00 | 10    |

### Petilia Policastro
| Candidati | Candidati           | Partito               | Voti  | %      | Seggi |
| --------- | ------------------- | --------------------- | ----- | ------ | ----- |
|           | Amedeo Nicolazzi    | #petilia Primaditutto | 3.184 | 59,09  | 8     |
|           | Vincenzo Calaminici | più Petilia           | 2.204 | 40,90  | 4     |
| Totale    | Totale              |                       | 5.388 | 100.00 | 12    |

### Savelli
| Candidati | Candidati         | Partito           | Voti | %      | Seggi |
| --------- | ----------------- | ----------------- | ---- | ------ | ----- |
|           | Domenico Frontera | l'Alveare         | 534  | 60,47  | 7     |
|           | Francesco Spina   | Savelli nel Cuore | 349  | 39,52  | 3     |
| Totale    | Totale            |                   | 883  | 100.00 | 10    |

### Scandale
| Candidati | Candidati        | Partito          | Voti  | %      | Seggi |
| --------- | ---------------- | ---------------- | ----- | ------ | ----- |
|           | Antonio Barberio | Adesso! Scandale | 1.056 | 55,84  | 8     |
|           | Fabio Brescia    | Noi per Scandale | 835   | 44,15  | 4     |
| Totale    | Totale           |                  | 1.891 | 100.00 | 12    |

## Città metropolitana di Reggio Calabria

### Candidoni
| Candidati | Candidati                  | Partito           | Voti | %      | Seggi |
| --------- | -------------------------- | ----------------- | ---- | ------ | ----- |
|           | Vincenzo Cavallaro         | Cavallaro Sindaco | 126  | 95,45  | 7     |
|           | Ferdinando Domenico Mamone | per Candidoni     | 6    | 4,54   | 3     |
| Totale    | Totale                     |                   | 132  | 100.00 | 10    |

### Condofuri
| Candidati | Candidati      | Partito              | Voti  | %      | Seggi |
| --------- | -------------- | -------------------- | ----- | ------ | ----- |
|           | Tommaso Iaria  | Rilanciamo Condofuri | 1.345 | 50,31  | 8     |
|           | Domenico Paino | Insieme si può       | 1.328 | 49,68  | 4     |
| Totale    | Totale         |                      | 2.673 | 100.00 | 12    |

### Cosoleto
| Candidati | Candidati        | Partito                      | Voti | %      | Seggi |
| --------- | ---------------- | ---------------------------- | ---- | ------ | ----- |
|           | Antonino Gioffrè | Alleanza Civica per i Valori | 289  | 50,61  | 7     |
|           | Giuseppe Casella | Insieme per Rinascere        | 282  | 49,38  | 3     |
| Totale    | Totale           |                              | 571  | 100.00 | 10    |

### Fiumara
| Candidati | Candidati          | Partito             | Voti | %      | Seggi |
| --------- | ------------------ | ------------------- | ---- | ------ | ----- |
|           | Vincenzo Pensabene | Fiumara Èwiva       | 307  | 50,16  | 7     |
|           | Vincenzo Bellè     | Insieme per Fiumara | 305  | 49,83  | 3     |
| Totale    | Totale             |                     | 612  | 100.00 | 10    |

### Gioiosa Ionica
| Candidati | Candidati         | Partito             | Voti  | %      | Seggi |
| --------- | ----------------- | ------------------- | ----- | ------ | ----- |
|           | Salvatore Fuda    | Gioiosa Bene Comune | 2.510 | 63,39  | 8     |
|           | Tito Olindo Greco | Cambiamo Gioiosa    | 1.449 | 4      | 36,60 |
| Totale    | Totale            |                     | 3.959 | 100.00 | 12    |

### Locri
| Candidati | Candidati          | Partito         | Voti  | %      | Seggi |
| --------- | ------------------ | --------------- | ----- | ------ | ----- |
|           | Giovanni Calabrese | Tutti per Locri | 4.598 | 70,81  | 11    |
|           | Vincenzo Carabetta | Scelgo Locri    | 1.895 | 29,18  | 5     |
| Totale    | Totale             |                 | 6.493 | 100.00 | 16    |

### San Pietro di Caridà
| Candidati | Candidati      | Partito                   | Voti | %      | Seggi |
| --------- | -------------- | ------------------------- | ---- | ------ | ----- |
|           | Sergio Rosano  | Noi con Voi               | 483  | 94,33  | 7     |
|           | Giuseppe Gatto | una Nuova Luce per Caridà | 29   | 5,66   | 3     |
| Totale    | Totale         |                           | 512  | 100.00 | 10    |

### San Procopio
| Candidati | Candidati                    | Partito                  | Voti | %      | Seggi |
| --------- | ---------------------------- | ------------------------ | ---- | ------ | ----- |
|           | Giovanni Domenico Giunta     | al Paese per il Paese    | 136  | 52,30  | 7     |
|           | Eduardo Lamberti Castronuovo | Identità Legalità Lavoro | 124  | 47,69  | 3     |
| Totale    | Totale                       |                          | 260  | 100.00 | 10    |

### Santa Cristina d'Aspromonte
| Candidati | Candidati           | Partito                              | Voti | %      | Seggi |
| --------- | ------------------- | ------------------------------------ | ---- | ------ | ----- |
|           | Salvatore Papalia   | Insieme per S. Cristina d'Aspromonte | 431  | 90,73  | 7     |
|           | Francesco Tallarida | Insieme per Cambiare                 | 44   | 9,26   | 3     |
| Totale    | Totale              |                                      | 475  | 100.00 | 10    |

### Seminara
| Candidati | Candidati                           | Partito              | Voti  | %      | Seggi |
| --------- | ----------------------------------- | -------------------- | ----- | ------ | ----- |
|           | Carmelo Antonio Arfuso              | Tutti con Seminara   | 797   | 48,98  | 7     |
|           | Salvatore Patrizio Leone Costantino | Entusiasmo Civico    | 572   | 35,15  | 2     |
|           | Antonio Bonamico                    | Civicamente Seminara | 258   | 15,85  | 1     |
| Totale    | Totale                              |                      | 1.627 | 100.00 | 10    |

### Serrata
| Candidati | Candidati        | Partito               | Voti | %      | Seggi |
| --------- | ---------------- | --------------------- | ---- | ------ | ----- |
|           | Angelo D'Angelis | Risveglio Popolare    | 394  | 69,12  | 7     |
|           | Salvatore Vinci  | Insieme per il Futuro | 176  | 30,87  | 3     |
| Totale    | Totale           |                       | 570  | 100.00 | 10    |

## Provincia di Vibo Valentia

### Dinami
| Candidati | Candidati        | Partito              | Voti | %      | Seggi |
| --------- | ---------------- | -------------------- | ---- | ------ | ----- |
|           | Gregorio Ciccone | le Ali della Libertà | 749  | 78,10  | 7     |
|           | Antonio Bruni    | Dinami Rialzati      | 210  | 21,89  | 3     |
| Totale    | Totale           |                      | 959  | 100.00 | 10    |

### Filandari
| Candidati | Candidati                    | Partito                 | Voti  | %      | Seggi |
| --------- | ---------------------------- | ----------------------- | ----- | ------ | ----- |
|           | Concettina Rita Maria Fuduli | con e per la Gente      | 481   | 44,41  | 7     |
|           | Mannina Grasso               | il Coraggio di Cambiare | 397   | 36,65  | 2     |
|           | Francesco Antonio Artusa     | Insieme per Filandari   | 197   | 18,19  | 1     |
|           | Francesca Saccà              | Orgoglio e Libertà      | 8     | 0,73   | -     |
| Totale    | Totale                       |                         | 1.083 | 100.00 | 10    |

### Gerocarne
| Candidati | Candidati         | Partito               | Voti  | %      | Seggi |
| --------- | ----------------- | --------------------- | ----- | ------ | ----- |
|           | Vitaliano Papillo | Siamo Gerocarne       | 882   | 62,91  | 7     |
|           | Paolo Crispo      | Noi per i Gerocarnesi | 520   | 37,08  | 3     |
| Totale    | Totale            |                       | 1.402 | 100.00 | 10    |

### Mileto
| Candidati | Candidati                    | Partito      | Voti  | %      | Seggi |
| --------- | ---------------------------- | ------------ | ----- | ------ | ----- |
|           | Rosa "Rosetta" Mazzeo        | Siamo Mileto | 2.031 | 52,60  | 8     |
|           | Salvatore Fortunato Giordano | Città Futura | 1.830 | 47,39  | 4     |
| Totale    | Totale                       |              | 3.861 | 100.00 | 12    |

### Parghelia
| Candidati | Candidati         | Partito               | Voti | %      | Seggi |
| --------- | ----------------- | --------------------- | ---- | ------ | ----- |
|           | Antonio Landro    | Parghelia Democratica | 416  | 52,26  | 7     |
|           | Gerardo Pungitore | Noi per Parghelia     | 380  | 47,73  | 3     |
| Totale    | Totale            |                       | 796  | 100.00 | 10    |

### Polia
| Candidati | Candidati        | Partito         | Voti | %      | Seggi |
| --------- | ---------------- | --------------- | ---- | ------ | ----- |
|           | Domenico Amoroso | Insieme si può  | 398  | 64,50  | 7     |
|           | Luca Alessandro  | Polia 18.0      | 210  | 34,03  | 3     |
|           | Mario Teti       | Uniti per Polia | 9    | 1,45   | -     |
| Totale    | Totale           |                 | 617  | 100.00 | 10    |